# 伊藤正文
伊藤 正文（いとう まさふみ、1954年9月 - ）は、日本の実業家。シモンズ代表取締役社長。兵庫県朝来市出身。

## 経歴
- 1973年 - 兵庫県立生野高等学校 卒業[2]
- 1977年 - 信州大学繊維学部 卒業
- 1990年 - シモンズ 入社
- 2002年 - シモンズ販売 代表取締役社長
- 2004年 - シモンズ 取締役西日本営業本部長
- 2007年 - 同 取締役営業本部長
- 2008年 - 同 代表取締役社長